# Nervio glúteo inferior
El nervio glúteo inferior es un nervio del plexo sacro que da inervación al músculo glúteo mayor.

## Anatomía
El nervio está formado por las divisiones posteriores de las ramas anteriores de las raíces L5, S1 y S2. Abandona la pelvis a través del agujero ciático mayor, por debajo del músculo piriforme, y entrega sus ramas en la superficie profunda del glúteo mayor, inervándolo.

## Función
El glúteo mayor es responsable de la extensión de la cadera. Por lo tanto, cuando el nervio está lesionado, o no funciona, el paciente tiene dificultades para saltar, subir escaleras o pararse desde la posición sentada. 